# Nicolás Gianella
Carlos Nicolás Gianella (La Plata, 14 febbraio 1978) è un ex cestista argentino con cittadinanza italiana.

## Palmarès
- Campionato argentino: 1

Estudiantes de Olavarría: 1999-2000
- Primera Nacional B: 1

Gimnasia y Esgrima La Plata: 1993-1994